# Papp Ingrid
Papp Ingrid (Királyhelmec, 1985. március 6. –) magyar irodalomtörténész.

## Élete
2004–2009 között a Miskolci Egyetemen magyar nyelv és irodalom–történelem szakos tanárként végzett. Az egyetemi tanulmányait követően egy évig (2009–2010) magyar nyelv és irodalom–történelem szakos tanár a nagykaposi Magán Szakközépiskolában. 2016-ban irodalomtudományból PhD fokozatot szerzett a Miskolci Egyetem Irodalomtudományi Doktori Iskolájában. A doktori abszolutórium megszerzését követően egy évig (2013–2014) a Türr István Képző és Kutató Intézetben dolgozott asszisztensként, mentorként, majd 2015-től a Magyar Tudományos Akadémia Irodalomtudományi Intézet (ma: Bölcsészettudományi Kutatóközpont Irodalomtudományi Intézet) Reneszánsz Osztály tudományos munkatársa.
Fő kutatási területei a 17. századi magyarországi irodalom, a kora újkori eszmetörténet, a szlovakizáló cseh nyelvű gyászbeszédek, a multietnikus Felső-Magyarország a kora újkorban és a kora újkori magyarországi biblikus cseh nyelvű irodalom- és eszmetörténet. 2018-ban megjelent Biblikus cseh nyelvű gyászbeszédek a 17. századi Magyarországon: A nyomtatott korpusz bemutatása és irodalomtörténeti vizsgálata című monográfiája, amely hosszú ideje az első vállalkozás a kora újkori Magyar Királyság északi területein élő szláv nyelvű lakosság biblikus cseh nyelvű nyomtatott kultúrájának műfajtörténeti megközelítéssel létrehozott rendszeres leírására.

## Munkái

### Monográfiák
Papp Ingrid, Biblikus cseh nyelvű gyászbeszédek a 17. századi Magyarországon: A nyomtatott korpusz bemutatása és irodalomtörténeti vizsgálata, Budapest, Universitas Kiadó, 2018.

### Szerkesztett kötetek
Papp Ingrid (szerk.), Irodalomtörténet, tudománytörténet, eszmetörténet: Tanulmányok Tarnai Andor halálának 25. évfordulójára, Budapest, Reciti Kiadó, 2020.
MTMT-publikációk
Magyar Tudományos Művek Tára – Papp Ingrid adatlapja

## Díjai, elismerései
- MAB–DIPA Tudományos Díj (2016)